# Tommy Hilfiger
Thomas Jacob "Tommy" Hilfiger (født 24. marts 1951 i Elmira, New York) er en amerikansk modeskaber.
Hilfiger voksede op i en irsk, katolsk familie i Elmira, en lille by nær Cornell University i staten New York. Han er nummer to i en familie på ni børn.
I en tidlig alder vidste han, at han ønskede at gøre karriere inden for modebranchen. Det første store gennembrud kom i 1984, da han mødte modeiværksætteren Mohan Murjani, der investerer i unge designere.
Firmaet Tommy Hilfiger Corporation blev lanceret i 1982, og firmaet er baseret i New York. Herretøj som Tommy Jeans og H Hilfiger er blandt mærkerne. Han modtog i 1995 prisen som årets Mr. Fashion Designer, som uddeles af Rådet for Fashion Designers of America.
Tommy H, som tøjmærke er også kendt for at bruge sloganet "Klassikere med et twist". Tøjet har været båret af mange berømtheder, som fx David Bowie, Keith Richards, Snoop Dogg, Joey Fatone og andre.